# 宏平路
宏平路（Bo-ai Rd.）為高雄市小港區的東西向道路，東起銜接高松路，西止於中山四路口，是高雄國際機場的聯外道路之一。

## 行經行政區域
- 小港區

## 沿線設施
（由東至西）
- La New高雄小港店
- 全聯福利中心宏平店
- 高雄市私立祐安養護中心
- 中華郵政高雄宏平郵局
- 臺灣土地銀行小港分行
- 達美樂小港宏平店
- 高雄市政府警察局小港分局漢民派出所
- 家樂福超市小港店
- 臺灣銀行小港分行
- 星巴克小港宏平門市
- 合作金庫銀行小港分行
- 小北百貨高雄宏平店
- 臺灣中小企業銀行小港分行

## 公共自行車
- 高雄市公共自行車租賃系統：
  - 宏平沿海一路口：宏平路/沿海一路口(東南側)
  - 宏平金府路口：宏平路/金府路(西南角)
  - 高雄宏平郵局：宏平路336號(前)
  - 宏平大鵬路口：宏平路411號(前人行道)

## 相關連結
- 高雄市主要道路列表